# Cibulan (Lemahsugih)
Cibulan is een bestuurslaag in het regentschap Majalengka van de provincie West-Java, Indonesië. Cibulan telt 1426 inwoners (volkstelling 2010).